# Comiot
Comiot is een historisch merk van driewielers.
Het was een Frans merk waarvan alleen bekend is dat men in het begin van de 20e eeuw (misschien zelfs al eerder) driewielers maakte die waren geïnspireerd op de modellen van De Dion-Bouton.